# The Double Cross (film 1914)
The Double Cross è un cortometraggio muto del 1914 diretto da Charles Brabin. È il terzo episodio del serial The Man Who Disappeared.

## Produzione
Il film fu prodotto dalla Edison Manufacturing Company.

## Distribuzione
Distribuito dalla General Film Company, il film - un cortometraggio in una bobina - uscì nelle sale cinematografiche degli Stati Uniti il 5 maggio 1914.